# 松坂紗良
松坂 紗良（まつざか さら、1984年2月24日 - ）は、アイドル、タレント。テレビ東京の「新・出動!ミニスカポリス」で9代目ミニスカポリスとして活躍した。また、姫嶋菜穂子、泉山華歩里とのユニットJEWELRY BEANSとしても活動した。

## プロフィール
- 身長：161cm[1]。
- スリーサイズ：B88、W59、H90（1999年当時）[1]サイズはDカップ。
- 血液型：O型[1]
- 出身：東京都町田市[1]
- 特技：韓国語
- 母が韓国出身
- 趣味：絵画、音楽鑑賞、写真[1]
- 好きなスポーツ：ローラーブレード、バドミントン[1]
- ウインドー → ブリッジエンタテインメント所属[2]
- 芸名は、デビューした当時、西武ライオンズのエース投手だった松坂大輔にあやかって名付けられた[1]。

## 主な活動

### キャンペーン・ガールなど
- 週刊ヤングマガジン水着甲子園準グランプリ

### テレビドラマ
- 天然少女萬NEXT-横浜百夜篇 （1999年11月25日・26日、WOWOW）
- カバチタレ! （2001年1月11日、フジテレビ） - 第1話出演
- 忍風戦隊ハリケンジャー （2002年8月25日、テレビ朝日） - ゲスト
- 仮面ライダー555 （2003年2月9日・16日、テレビ朝日） - 第3,4話ゲスト
- 美少女ミサイルみっちゃん （フジテレビ721） - 主演
- 月曜ミステリー劇場 「早乙女千春の添乗報告書」第13作「神戸・淡路湯けむりツアー殺人事件」（2003年1月16日、TBS）

### テレビその他
- アンナ音版（1999年4月、日本テレビ）
- グラビアの美少女 （1999年、MONDO21）
- 週刊スカパー（2000年4月 - 、スカイパーフェクTV!） - レギュラー
- 人魚伝説（2000年4 - 8月、テレビ神奈川） - レギュラー
- イタリア・セリエAリポート（日本テレビ） - レポーター
- 番宣女王（日本テレビ）
- 夏のドラマ女王決定戦（日本テレビ）
- おんなぎ（2000年10 - 12月、テレビ東京） - レギュラー
- イチオシ（2001年4 - 6月、テレビ東京） - レギュラー
- 姫のお夜食（2001年8月、中国放送）
- 新・出動!ミニスカポリス（2001年11月 - 2002年12月、テレビ東京） - レギュラー

### 映画
- 多摩川少女戦争 girls are no good （2002年6月、ローランズフィルム、監督:及川中）
- 釣りバカ日誌13 ハマちゃん危機一髪!（2002年8月、松竹、監督:本木克英） - いずみ 役
- 釣りバカ日誌14 お遍路大パニック! （2003年9月、松竹、監督:朝原雄三）

### ビデオドラマ
- 本気! 25 挽歌編（2003年1月17日、日本映像、監督:村田忍）

### 舞台
- BOYS BE…ALIVE （1999年4月 バンダイビジュアル)
- I2 アイツー 〜 8月の桜の下で… （2003年3月25日-30日） - 吉村典久作・演出（シアターVアカサカ）。

### CM
- フジテレビ マジ!?フジ・キャンペーン （1999年）
- コジマ （2001年5月-）
- エバラ食品工業 黄金の味（2001年7月-）
- NTTドコモ中国 マナー啓発・映画館編 （2001年7月11日-）
- ホーユー ビューティーン（2002年2月-）

### CD
- 天然少女EX （1999年11月10日 イーストウエスト・ジャパン） - 天然少女EXとしてのアルバム。SONIC DOVEプロデュース。
- Energy/TRUST ME （2000年9月21日 マーベラスエンターテイメント） - JEWELRY BEANSとしての1stシングル。
- MIND JUNCTION （2000年11月22日 マーベラスエンターテイメント） - JEWELRY BEANSとしての2ndシングル。

### イメージ・ビデオ
- Passion （2000年8月26日 心交社）
- グラビアの美少女／松坂紗良　Simple Aveu （2000年10月21日 日本コロムビア）
- D－Splash！ （2001年11月29日 キングレコード）

### 写真集
- 松坂紗良 天然もぎたて15才 （1999年8月 ルー出版）
- SARAism （2002年2月 ワニブックス） - 若杉憲司撮影。
- 3色おしゃぶる （2001年1月 ワニブックス） - JEWELRY BEANSとしての写真集。野村誠一撮影。
- ちんマガ （2002年12月 ワニブックス） - オムニバス写真集。内藤啓介撮影。